# Albergue juvenil

Señal que indica proximidad con un albergue de juventud.

Albergue juvenil, albergue de juventud u hostel es un establecimiento hostelero, orientado a los jóvenes, con precios económicos y el objetivo de promocionar o calentar actividades de intercambio cultural entre promociones de distintos países. En la mayoría de las ciudades del mundo, principalmente las capitales, se pueden encontrar albergues juveniles desde el equivalente de 10 € en adelante.[cita requerida] Los precios dependen de las comodidades que ofrezcan. Algunos de ellos están ubicados en edificios históricos, o pueden encontrarse en botes sobre el río Danubio (en Hungría), en una granja (en Irlanda), en una antigua prisión (en Canadá), en un edificio victoriano (en Londres) o en un velero (en Estocolmo).

## Diferencias con los hoteles
Hay varias diferencias entre albergues y hoteles u hostales:[cita requerida]
- Los presupuestos de los albergues tienden a ser considerablemente más bajos.
- Los albergues son para aquellos que prefieren un ambiente informal, ya que estos establecimientos no suelen tener el mismo nivel de formalidad de los hoteles.
- Los albergues son para los que no les importa estar acompañados de gente desconocida en la misma habitación. El aspecto de los dormitorios contribuye también a la fluida interacción de los huéspedes.
- Las habitaciones pueden tener literas de dos niveles o camas separadas, con gran diversidad en cuanto a calidad, por lo que también se puede encontrar excelentes acomodaciones.
- Una diferencia habitual con los hoteles u hostales es que poseen áreas comunes, como cocinas propias, donde los huéspedes pueden preparar la comida o calentarla, así como zonas de juego con mesa de billar, ping pong, ajedrez, etc.
- Como en los hoteles u hostales, pueden poseer restaurante o bar.
- Dado que en cada habitación el número de huéspedes puede llegar a ser muy numeroso, la principal incomodidad en muchos casos son los ronquidos producidos por quienes duermen.

## Características
- Los dormitorios varían de tamaño entre los diferentes albergues, pero en general van desde cuatro camas hasta veinte por habitación. La gran mayoría de ellas tienen camas cuchetas o literas.
- Algunos albergues poseen habitaciones con baño privado, que consiste usualmente en inodoro, lavabo y ducha. Otros disponen de duchas compartidas, que normalmente se ubican en algún pasillo, no muy lejos de las habitaciones.
- Muchos albergues cuentan con cocinas propias, donde los huéspedes pueden preparar la comida; otros poseen sus propios restaurantes, cafés, bares, o expendio-venta de comidas preparadas o enlatadas.
- Casi todos los albergues ofrecen taquillas, a veces gratis o con un costo de alquiler, para que las personas puedan guardar sus pertenencias de valor. Pueden estar ubicadas en las habitaciones o en un área separada.
- Algunos ofrecen ropa (sábanas, toallas, etc.), aunque suelen imponer un cargo extra.
- Para poder alojarse en este tipo de establecimientos, suele ser necesario estar asociado, para lo que existen distintos tipos de carné de alberguista, dependiendo de la edad.
- Frecuentemente también hay disponibles habitaciones privadas.

## El modelo alemán

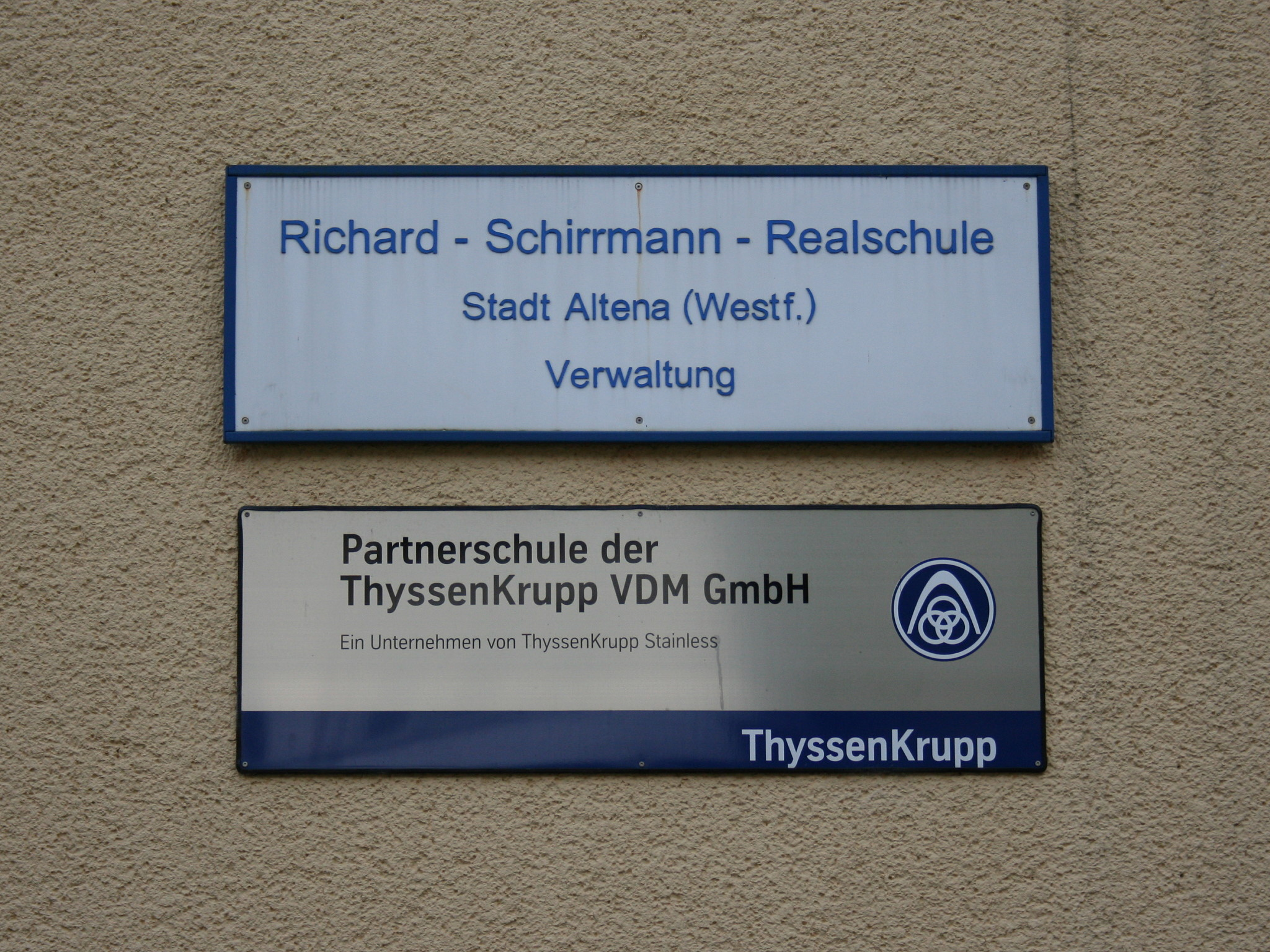
Placa recordando a Richard Schirrmann en colegio secundario de Altena, Alemania.

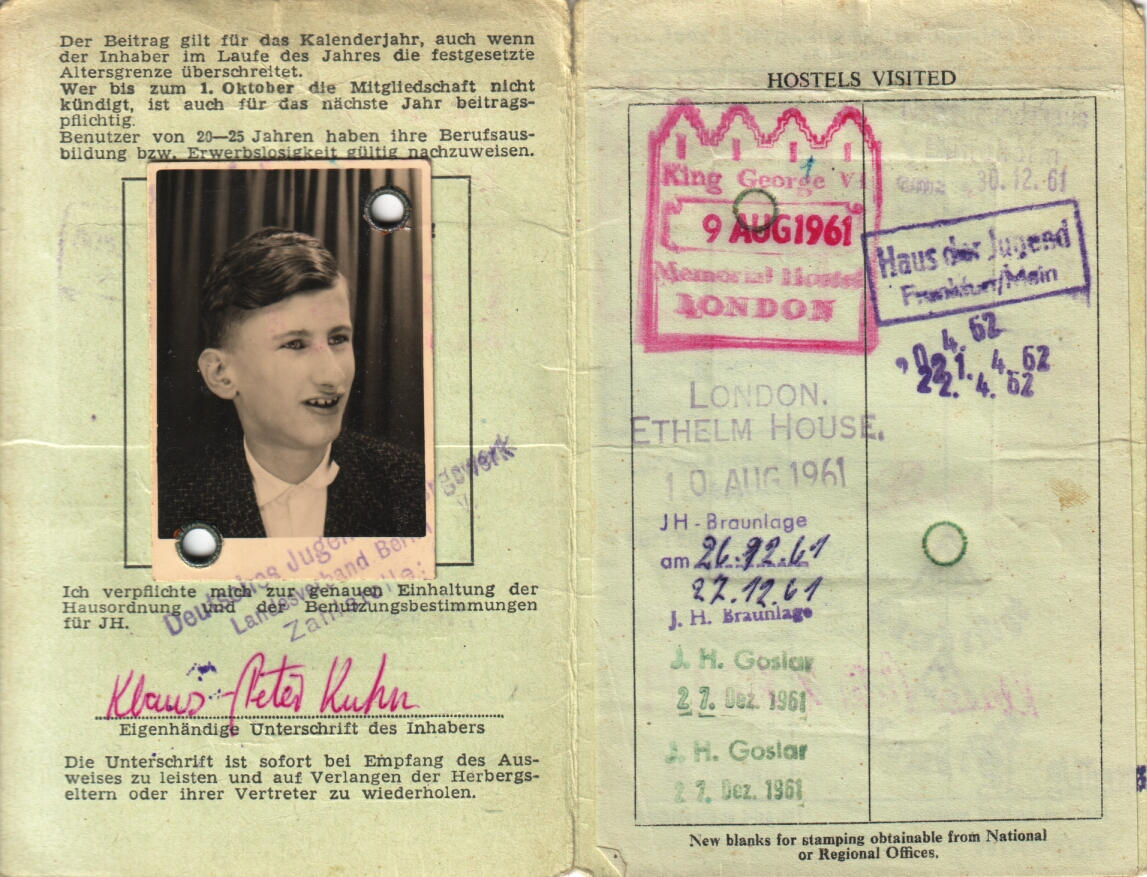
Carnet alemán de alberguista, 1961.

En 1912 Richard Schirrmann creó en Altena, Alemania, el primer hostel para jóvenes. Fue abierto en el castillo de Altena que había sido reconstruido. Las viejas habitaciones estaban solamente de muestra, pues el albergue propiamente dicho allí fue creado en nuevos dormitorios.
Estos alojamientos han formado la Hostelling International (HI), una organización sin ánimos de lucro compuesta por más de 90 asociaciones, que representan a unos 4.000 albergues en más de 80 países del mundo. Hostelling International fue originalmente llamada International Youth Hostel Federation (Federación Internacional de albergues para jóvenes, IYHF). Estos primeros establecimientos fueron grandes exponentes de las nuevas ideas de comienzos del siglo XX, formando un movimiento juvenil en cuyo marco son los propios jóvenes quienes deben ocuparse de una serie de cuestiones, por lo que las necesidades de personal bajan y los costos se reducen.

## En España
En España, la asociación que apoya este tipo de alojamientos es la Red Española de Albergues Juveniles (REAJ), en cuyo marco existen alrededor de 250 albergues juveniles.
En los años 60 y 70, surgió un nuevo tipo de viajeros, que particularmente deseaba conocer otros lugares (frecuentemente distantes), para así entrar en contacto con otras culturas, otras personas y en muchos casos también otros idiomas. Y en estas situaciones, los albergues siempre fueron los más utilizados por su bajo precio.